# Ulises Butrón
Ulises Abel Butrón (Buenos Aires, Argentina, 22 de julio de 1962-Ibidem, 21 de enero de 2019) fue un músico de rock, guitarrista, cantante y productor argentino. 
En la década de 1980 formó parte de bandas como David Vincent con Daniel Melero, Siam con Richard Coleman, Metrópoli con Isabel de Sebastián y la primera integración de Soda Stereo. Luego integró las bandas de Miguel Mateos, Luis Alberto Spinetta y de Fito Páez. Más adelante formó la banda La Guardia del Fuego, para luego integrar el grupo Triangular junto a Ricky Saenz Paz (bajo) y Aitor Graña (batería).
Butrón es la voz de Tanguito en las canciones que éste —interpretado por Fernán Mirás— canta en la película de 1993 Tango feroz: la leyenda de Tanguito. Entre ellas se encuentra el exitoso «El amor es más fuerte», compuesta por Fernando Barrientos. En esa película, «Presente (El momento en que estás)» es cantada por Fernando Barrientos y «El oso», por Antonio Birabent, hijo de Moris, su autor. 
En 2012 Butrón fue ubicado en la posición n.º 56 entre los 100 mejores guitarristas del rock argentino en la encuesta realizada por la revista Rolling Stone.

## Biografía
Ulises era hijo de Ulises Argentino Butrón, quien fuera empleado cómo contador en la recordada empresa de electrodomésticos "Yelmo" y de Ana Rosa Baeza de Butrón, una empleada jerárquica de la ex compañía argentina telefónica ENTEL. Su padre también era guitarrista, habiendo sido integrante del conjunto de cuerdas "Guitarras de América" y de la "Rondalla Cauvilla Prim". En la música, Ulises tuvo una formación clásica ya que fue alumno del Conservatorio Nacional de Música "Carlos Lopez Buchardo". Vivió toda su vida en los barrios de Boedo y Caballito.
Su primera banda se llamó SIAM, formada en 1980 junto a Richard Coleman. En 1982 integró Los Estereotipos los futuros Soda Stereo. 
Ese mismo año, junto a Richard Coleman, congregaron la banda Metrópoli, integrada además por Marcelo Fink (bajo), Celsa Mel Gowland (coros), Eduardo Nogueira (guitarra), Isabel de Sebastián (voz) y Javier Miranda (batería), con el que impuso el éxito «Héroes anónimos» (compuesto por Butrón e Isabel de Sebastián). El grupo grabó dos discos y se separó en 1987.
En ese mismo año, Luis Alberto Spinetta lo contrata para integrar la banda de su álbum Privé y al año siguiente integra la banda de Miguel Mateos/ZAS, grabando las guitarras del álbum Atado a un sentimiento. 
En 1987, colaboró con la música del filme Revancha de un amigo dirigido por Santiago Carlos Oves. En 1989 dirigió la banda de Celeste Carballo y Sandra Mihanovich.
En 1990, fundó la banda La Guardia del Fuego, con Marcelo Vaccaro, Javier Miranda y Oscar Reyna. Simultáneamente, Fito Páez lo contrató para desempeñarse como guitarrista en su banda, a la vez que La Guardia del Fuego actuaba como telonera en los espectáculos de Páez. En 1991 colaboró con la música del filme Ya no hay hombres dirigido por Alberto Fischerman.
En 1993, le puso su voz al personaje de Tanguito —interpretado por Fernán Mirás— cuando cantaba en la película Tango feroz: la leyenda de Tanguito, entre ellos el exitoso tema «El amor es más fuerte». Simultáneamente, La Guardia del Fuego fue telonera de Peter Gabriel en su gira argentina, y de Guns & Roses. En 1994, luego de editar dos discos, la Guardia del Fuego se separa, para comenzar una carrera de solista y productor.
Como solista, armó una banda integrada con su entonces esposa, María Gabriela Epumer (guitarra), Claudia Sinesi (bajo), Andrea Álvarez (batería) y Matías Mango (teclados). En 1997, formó el trío Mimbre, con Fabiana Cantilo y Fena Della Maggiora.
En 1998, produjo el álbum Dos vidas de Fena Della Magiora y el álbum  De qué se ríen? de Fabiana Cantilo. En 2000 fue director musical del grupo Plan B y grabó un disco inédito, Mal de época, con la banda Índigo. En 2001, fue uno de los fundadores de la Unión de Músicos Independientes (UMI), asociación creada con el fin de promover la creación musical independiente.
En 2006 formó el trío, Triangular, junto a Ricky S. Paz (bajo) y Aitor Graña (batería).
Participó de la grabación de un nuevo disco solista coproducido por Tweety González. Sus últimos trabajos fueron como sesionísta, productor artístico y profesor particular de guitarra y música. También participó tocando como guitarrista invitado en los conciertos de su amigo Richard Coleman.
Falleció en la mañana del 21 de enero de 2019, como consecuencia de un cuadro de neumonía, motivo por el cual permanecía previamente internado en un hospital de la Ciudad Autónoma de Buenos Aires.

## Discografía

### Con Metrópoli
- 1985, Cemento de contacto.
- 1986, Viaje al más acá.

### Con La Guardia del Fuego
- 1993, Primera vista.
- 1994, Perro Malo.

### Con Triangular
- 2007, Volumen 1

### Con Indigo
- 2000, Mal de época

### Como solista
- 1997, Viajero
- 2015, Lejos

### Simples
- 1985, Contractura simple, con Metrópoli.
- 1985, Hombre de acción, con Metrópoli.
- 1986, Héroes anónimos simple, con Metrópoli.
- 2013, Gelatina, simple, como Solista.
- 2021, Moneda al aire, simple, con Triangular.

### Bandas de sonido
- 1987, Revancha de un amigo, dirigida por Santiago Oves.
- 1988, La clínica del Dr. Cureta, dirigida por Alberto Fischerman.
- 1991, Ya no hay hombres, dirigida por Alberto Fischerman.
- 1991, Extermineitors III, La gran pelea final, dirigida por Carlos Galettini.
- 1993, Tango feroz: La leyenda de Tanguito, dirigida por Marcelo Piñeyro.
- 1996, Las Cosas de la vida
- 2003, Silencio
- 2020, Rompan todo, documental de rock latinoamericano producido por Gustavo Santaolalla.

### Como músico invitado, sesionista, compositor y productor
- 1986, Privé, de Luis Alberto Spinetta, como músico sesionista
- 1986, La la la, de Luis Alberto Spinetta y Fito Páez, como músico invitado.
- 1987, Atado a un sentimiento, de Miguel Mateos/ZAS, como músico sesionista
- 1988, Ey!, de Fito Páez, como músico sesionista.
- 1989, Estragos, de Larvita Acuña, como músico sesionista.
- 1990, Mujer contra mujer, de Celeste Carballo y Sandra Mihanovich, como productor asociado.
- 1991, Algo mejor, de Fabiana Cantilo, como músico invitado.
- 1992, Caín - Caín, de Caín - Caín, como productor artístico.
- 1992, El amor después del amor, de Fito Páez, como músico sesionista.
- 1993, Avion, de Mezo Bigarrena, como productor, arreglador y músico invitado.
- 1993, Banda sonora de Tango feroz: la leyenda de Tanguito, como músico sesionista grabando las voces de las canciones principales.
- 1994, Submarino Amarillo , Recopilatorio de canciones, como músico invitado.
- 1995, Plum, de Plum, como músico sesionista.
- 1996, Plum, The Remixes, de Plum, como músico invitado.
- 1996, Fuck You - Tributo a a Sumo, Recopilatorio de canciones de Sumo, como músico invitado, interpretando "Lo quiero ya".
- 1997, O amor me escolheu, de Paulo Ricardo, como músico sesionista.
- 1997, Expresso Bongo, de Juanse, como músico sesionista.
- 1998, De qué se ríen?, de Fabiana Cantilo, como productor.
- 1998, Enemigos Íntimos, del dúo formado por Joaquín Sabina y Fito Páez, como músico sesionista.
- 1998, Dos vidas, de Fena Della Maggiora, como productor.
- 1999, Abre, de Fito Páez, como músico sesionista.
- 1999, Tal cual es, de Diego Torres, como músico sesionista.
- 1999, La cruz y la espada, de Paulo Ricardo, como músico sesionista.
- 1999, Tributo a The Cure, Recopilatorio de canciones de The Cure, como músico invitado.
- 2000, Pol, de Pol Medina, como productor.
- 2000, Pesanervios, de Grillo Villegas, como músico sesionista.
- 2000, Invitando amigos, de Andy Ramos, como músico invitado.
- 2001, Un mundo diferente, de Diego Torres, como músico sesionista.
- 2002, La ultima cosecha, de Pampa radiante, como músico invitado.
- 2003, Rummikub, de Los Jugadores, como músico invitado.
- 2004, Lunatika, de Lunatika, como músico invitado.
- 2005, Mano de Santo, de Simoca, como músico invitado.
- 2006, Escúchame entre el ruido, Recopilatorio de canciones, como músico invitado junto a Isabel de Sebastián.
- 2007, Codigo barrial, de Gallumbos, como músico sesionista.
- 2007, Vidas paralelas, de Ximena Sariñana, como músico sesionista.
- 2008, Mediocre, de Ximena Sariñana, como músico sesionista.
- 2009, Guardado en la memoria, Recopilatorio de canciones en tributo a León Gieco, como músico invitado.
- 2009, Una Celebración Del Rock Argentino: Primera Generación 1963-1973, Recopilatorio de canciones, como músico invitado.
- 2010, Arriba, de la banda de rock cristiano Rescate, como músico invitado.
- 2011, Ahora, de Fabiana Cantilo, como  productor y músico invitado.
- 2011, Siberia Country Club, de Richard Coleman, como compositor y músico invitado.
- 2011, Canciones de cuna, Recopilatorio de canciones, como músico invitado.
- 2015, Una Comedia Romántica, de Valentín y los Volcanes, como músico invitado.
- 2017, Proyecto 33, de Fabiana Cantilo, como músico invitado.
- 2017, Astropolo, de Astropolo, como músico invitado.
- 2018, Rayo de luz, de David Lentini, como productor artístico.
- 2019, Eleutheria, de Gabo Sequeira, como productor artístico.